# Оркестър
Оркестър е голяма инструментална музикална група. В зависимост от броя на инструменталистите той може да бъде камерен (около 50 души), стандартен (около 80 души) и голям (104 и повече), като има строги пропорции какъв да бъде броят на инструментите от всеки вид, които се използват в оркестъра.

## Форми на изпълнителското изкуство
Изразяването на музиката чрез изпълнението на някакво произведение (песен, пиеса) става посредством пеене или свирене на някакъв инструмент или по приложен начин, например с някакъв танц или хореография.
Изпълнителите, които пеят, се наричат певци или вокалисти, а изпълнителите, които свирят на някакъв музикален инструмент, инструменталисти.
Изпълнителският процес се осъществява по 3 основни начина:
- солово – когато вокалист пее самостоятелно или инструменталист свири на някакъв инструмент;
- камерно – когато изпълнителите са в камерна група: дуо, трио, квартет и т.н., биват вокални групи (певци), инструментални групи (инструменталисти);
- оркестрово/хорово – когато инструменталната/вокалната група е с повече от 13 изпълнителя тя се нарича оркестър/хор.

## Секции
- щрайх секция – състои се от струнно-лъкови инструменти в 2 подкатегории (висок и нисък щрайх);

- духова секция – състои се от духови инструменти в 2 подкатегории (дървени и медни);
- перкусионна секция – състои се от ударни инструменти.

В допълнение в зависимост от характера на произведението композиторите включват арфи, пиано, орган, синтезатор (или електронни ефекти), специфични етно инструменти, старинни инструменти, един или няколко певци и хор.

## Инструменти в оркестъра
- кордофонни инструменти: цигулка, виола, виолончело и контрабас. (с популярно название 'струнни' инструменти) и орган, който е най големият инструмент в оркестъра.
- аерофонни инструменти (духови):
  - дървени: флейта, обой, кларинет, фагот и контрафагот;
  - медни: тромпет, цуг тромбон, еуфониум
- перкусионни инструменти (ударни и шумови): тимпани, голям барабан, малък барабан, чинели, дайре, триангел, ксилофон, маримба, вибрафон, глокеншпил и камбани.

Перкусионните инструменти зависят изцяло от вида на произведението и избора на композитора, като в някои случаи съставът им е много по-голям.

## Видове оркестри
Има най-различни видове оркестри според вида на инструментите, включени в него:
- еднородни като струнен оркестър, духов оркестър, перкусионен оркестър или
- смесени като симфоничен оркестър, филхармоничен оркестър, оперен/оперетен оркестър и други

Според вида на музиката, която изпълнява, може да бъде маршово-параден оркестър, военен оркестър, биг-бенд, оперен/оперетен оркестър, народен оркестър.

## Популярни оркестри
Някои от най-емблематичните оркестри са:
- Виенска филхармония
- Берлинска филхармония
- Лондонски симфоничен оркестър
- Нюйоркска филхармония
- Лосанджелиска филхармония
- Холивудски звукозаписен оркестър
- Миланска Ла Скала

## Български оркестри
В България в почти всеки град с население над 50 хил. души има симфоничен оркестър, като в най-големите градове има и оперен оркестър (понастоящем симфоничните оркестри са административно са обединени с оперите в съответните градове).
В София и Велико Търново има също така оперетни оркестри. Единственият звукозаписен симфоничен оркестър на територията на страната е Симфоничният оркестър на Българското национално радио в София.
Ето и някои от по-популярните български държавни и общински оркестри:
- Оркестър на Българското национално радио
- Софийска филхармония
- Пловдивска филхармония (към Държавна опера - Пловдив)
- Варненска филхармония (към Държавна опера - Варна)
- Бургаска филхармония (към Държавна опера - Бургас)
- Русенска филхармония (към Държавна опера - Русе)
- Старозагорска опера
- Плевенска филхармония
- Разградска филхармония (към театър Разград)
- Сливенска филхармония
- Симфониета София
- Шуменска филхармония
- Симфониета – Видин
- Симфониета – Враца
- Пазарджишки симфоничен оркестър
- Софийски солисти
- Габровски камерен оркестър
- Български Камерен Оркестър, Добрич
- Ямболски камерен оркестър „Дианополис“
- Хасковски камерен оркестър
- Представителен младежки духов оркестър "Димитър Мечев" - гр. Велинград